# Jean-Paul Gonseth
Jean-Paul Gonseth (* 1921; † 1999) war Facharzt FMH für Psychiatrie und Psychotherapie.
Er war ein Pionier im deutschsprachigen Raum in der Therapie mit Puppen als Medium. Er lehrte seine Methode, das figurative Psychodrama, an seinem Institut für Psychodrama und Figuration in Liestal, Schweiz.
Jean-Paul Gonseth, Sohn des Mathematikers und Philosophs Ferdinand Gonseth, sprach von einer Innenbühne und einer Außenbühne, die als Drehbühne organisiert ist. Das heißt, innere Figuren (verschiedene Persönlichkeitsanteile einer Person) können auf einer Bühne in Interaktion treten.

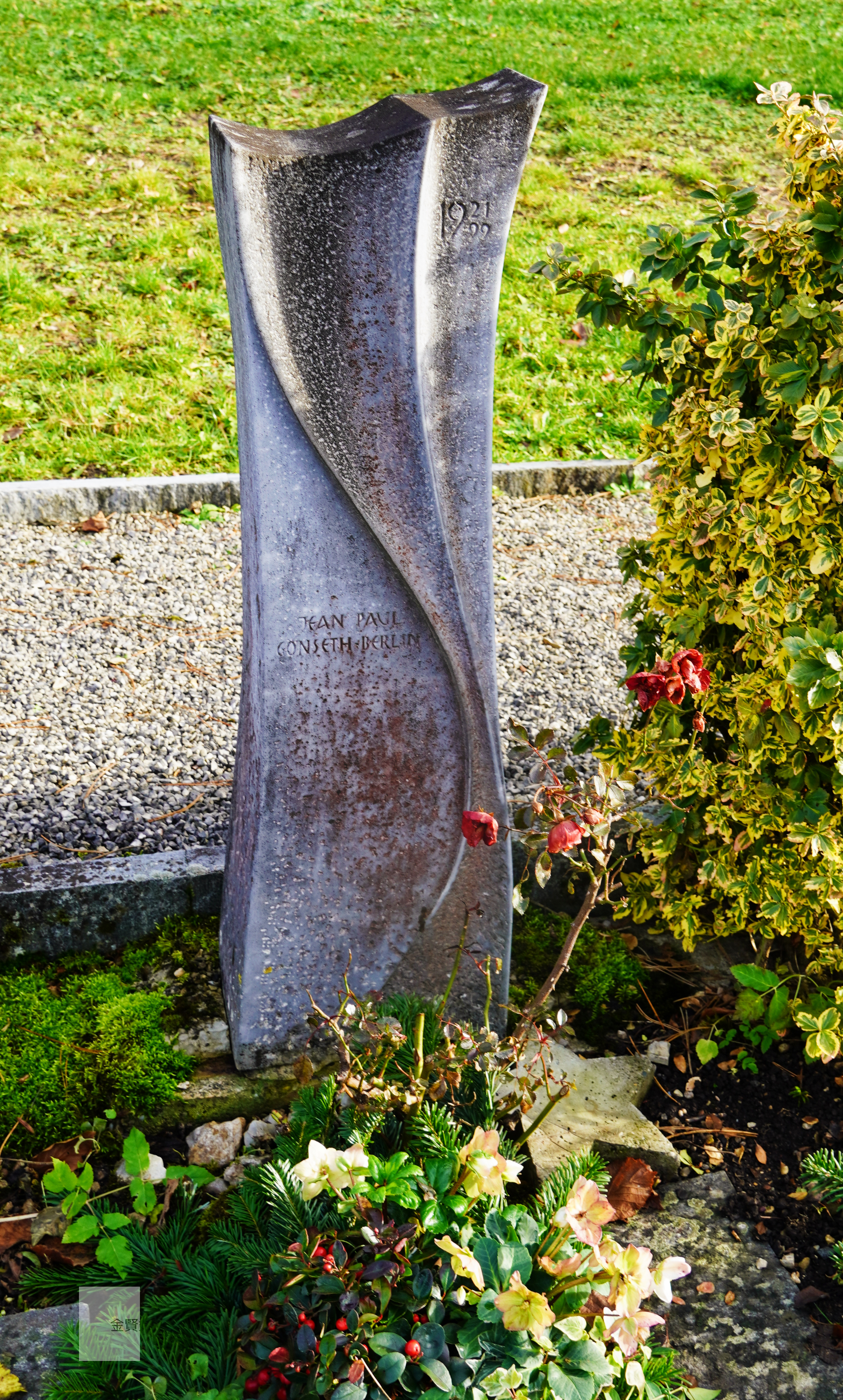
Grabstein Jean-Paul Gonseth in Reigoldswil BL

Gonseth wurde auf dem Friedhof Reigoldswil BL bestattet.

## Werke
- Jean-Paul Gonseth und Annemarie Misteli: Figuren unserer Innenwelt. Institut für Psychodrama und Figurationen, Liestal 1981
- Jean-Paul Gonseth und Wolfgang W. Zöller: Figuratives Verfahren und Psychodrama. Junfermann, Paderborn 1985, ISBN 3-87387-249-8
- Jean-Paul Gonseth und Walter Krähenbühl: Innere Figuren - Hommage an Elisabeth. Video

| Personendaten    | Personendaten                            |
| ---------------- | ---------------------------------------- |
| NAME             | Gonseth, Jean-Paul                       |
| KURZBESCHREIBUNG | deutscher Psychiater und Psychotherapeut |
| GEBURTSDATUM     | 1921                                     |
| STERBEDATUM      | 1999                                     |